# Agriocnemis thoracalis
Agriocnemis thoracalis – gatunek ważki z rodziny łątkowatych (Coenagrionidae).